# 替列
替列，又译作德雪勒（藏語：དེ་ཤོ་ལེགས，威利转写：De sho legs，?—?），《吐蕃王朝世系明鉴正法源流史》作得雀利、得泬蕾。按照藏族的传统他是吐蕃王朝第11任赞普。他是吐蕃王朝早期所谓中列六王之二，敦煌文书记载他是中列六王之首。